# Doppelwährungsanleihe
Die Doppelwährungsanleihe (englisch Multi Currency Note, englisch Dual Currency Bond) ist eine zwei Währungen denominierte Anleihe.

## Allgemeines
Bei ihr können die Auszahlung des Nennwerts, die Tilgung und die Zinszahlung in unterschiedlichen Währungen erfolgen, somit kann der Emissionsbetrag der Anleihe in einer anderen Währung als die Tilgung angegeben sein. Häufig wird dem Emittenten oder dem Gläubiger ein Wahlrecht eingeräumt. Um das daraus resultierende Wechselkursrisiko zu reduzieren, ist es möglich, die Anleihe mit einer Verkaufsoption für den Gläubiger und/oder mit einer Kaufoption für den Schuldner auszustatten.
Doppelwährungsanleihen gehören nicht zu den Standardanleihen.

## Arten der Doppelwährungsanleihen
Es werden folgende Varianten unterschieden:
- Foreign Currency Bond (Zinszahlungen erfolgen nicht in der Emissionswährung);
- Currency-Change Bond (die Zinszahlungen erfolgen in unterschiedlichen Währungen, wobei diese zum Emissionszeitpunkt festgelegt werden);
- Heaven and Hell Bond (Anleihe deren Rückzahlungshöhe an einen Index gebunden ist);
- Purgatory and Hell Bond (Capped Heaven and Hell Bond) (Heaven and Hell Bond mit einer Ober- / Kappungsgrenze der Rückzahlungshöhe);
- Reverse Forex linked Bond (Heaven and Hell Obligation deren Rückzahlungswert umgekehrt an den Wechselkurs gekoppelt ist);
- Marginal Reverse Forex linked Bond (die Rückzahlung erfolgt zum Nennwert sofern die gekoppelte Währung nicht über einen im Voraus festgelegten Wert steigt);
- Index Currency Option Notes (ICON) (´der Kupon ist in einer Währung fixiert, die Auszahlung erfolgt mindestens zum Nennwert, kann aber in Abhängigkeit vom Wechselkurs bei Rückzahlung steigen).

## Beispiel einer Doppelwährungsanleihe
Dual Currency Bond
- Emission in Euro,
- Zins wie die Emission in Euro,
- Tilgung anders als die Emission in Yen.